# Tunisiens herrlandslag i basket
Tunisiens herrlandslag i basket representerar Tunisien i basket på herrsidan. Laget blev afrikanska mästare 2011.

### Fotnoter
1. ↑  ”Men Basketball XXVI Africa Championship 2011 Antananarivo (MAD) 17-28.08 - Winner Tunisia” (på engelska). Sport Statistics. 16 mars 2011. http://todor66.com/basketball/Africa/Men_2011.html. Läst 29 juni 2015.